# Quiero ver
«Quiero ver» es el último sencillo del álbum "Sino", de la banda mexicana de rock alternativo Café Tacvba. El álbum "Sino" fue publicado en 2007.